# Millaubron
Millaubron (franska: le Viaduc de Millau) är en motorvägsbro (snedkabelbro) över Tarnflodens dalgång nära Millau i södra Frankrike. Över bron går E11 (motorväg A75). Den invigdes i december 2004. Bron konstruerades av den franske broingenjören Michel Virlogeux, i samarbete med den brittiske arkitekten Norman Foster.
Millaubron var när den byggdes världens högsta vägbro, vad avser den totala konstruktionshöjden där en av pylonerna är 343 meter hög, och världens näst högsta bro, vad avser höjd över marken nedanför med som mest 270 meter. Den är 2 460 meter lång och har sex stycken ungefär lika långa huvudspann, det längsta 342 meter.
Intill ena brofästet kan man gå upp på en höjd och få en bra utsikt över bron.
Världens högsta bro över marken nedanför är Si Du-bron i Kina, öppnad 2009. Den är 496 meter ovanför dalgången.

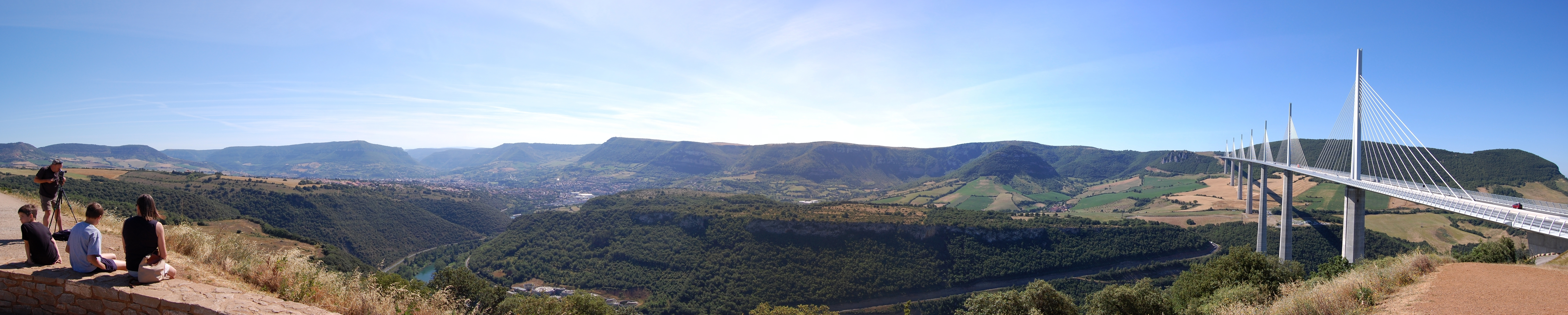
Panorama över Tarns dalgång med Millaubron till höger